# LTs förlag
Artikelns titel kan av tekniska skäl inte återges korrekt. Den korrekta titeln är LT:s förlag.
LT:s förlag (Lantbruksförbundets Tidskriftsförlag, egenskrivet som LTs Förlag) var ett svenskt bokförlag. Det grundades 1935 av Sveriges Allmänna Lantbrukssällskap, en föregångare till Sveriges Lantbruksförbund (bildat 1940) som 1971 gick upp i dagens Lantbrukarnas riksförbund.
Förlaget publicerade böcker inom ämnen som trädgårdsskötsel, hantverk, slöjd, kultur och historia, och producerade också läroböcker för naturbruksgymnasierna. Förlagets skönlitterära utgivning inleddes 1942 med Svenska Lantbruksförbundets och LTs förlags romantävling om "bästa bonderomanen". Tävlingen vanns av Sven Edvin Salje, som länge kom att vara ett affischnamn för förlaget.
Från 1950 till 1955 gav förlaget ut tidskriften Lanthemmet, som var riktad till "jordbrukets kvinnor". Från 1950 till 1964 utgavs kulturtidskriften Perspektiv.
LT:s förlag köptes 1990 av Natur & Kultur. Namnet bibehölls några år innan det blev Natur & Kultur-LT och därefter Natur & Kultur Fakta. Namnet är numera helt borta. LT finns dock kvar som en redaktion inom Natur & Kultur, där man producerar böcker inom förlagets tidigare ämnesområden med undantag för läroböcker och skönlitteratur.